# Nuoto ai campionati mondiali di nuoto 2023 - 100 metri rana femminili
La gara di nuoto dei 100 metri rana femminili dei campionati mondiali di nuoto 2023 è stata disputata il 24 e 25 luglio 2023 presso il Marine Messe Fukuoka di Fukuoka. Vi hanno preso parte 57 atlete provenienti da 51 nazioni.
La competizione è stata vinta dalla nuotatrice lituana Rūta Meilutytė, mentre l'argento e il bronzo sono andati rispettivamente alla sudafricana Tatjana Schoenmaker e alla statunitense Lydia Jacoby.

## Podio
| Posizione | Atleta              | Nazionalità |
| --------- | ------------------- | ----------- |
| Oro       | Rūta Meilutytė      | Lituania    |
| Argento   | Tatjana Schoenmaker | Sudafrica   |
| Bronzo    | Lydia Jacoby        | Stati Uniti |

## Programma
| Data           | Ora (UTC+9) | Turno      |
| -------------- | ----------- | ---------- |
| 24 luglio 2023 | 11:09       | Batterie   |
| 24 luglio 2023 | 20:28       | Semifinali |
| 25 luglio 2023 | 21:45       | Finale     |

## Record
Prima della competizione il record del mondo e il record dei campionati erano i seguenti:
| Record mondiale       | 1'04"13 | Lilly King Stati Uniti | 25 luglio 2017 Budapest, Ungheria |
| Record dei campionati | 1'04"13 | Lilly King Stati Uniti | 25 luglio 2017 Budapest, Ungheria |

Nel corso della competizione non sono stati migliorati.

## Risultati

### Batterie
| Pos. | Batteria | Corsia | Atleta                 | Nazionalità   | Tempo   | Note             |
| ---- | -------- | ------ | ---------------------- | ------------- | ------- | ---------------- |
| 1    | 6        | 6      | Rūta Meilutytė         | Lituania      | 1'04"67 | Q                |
| 2    | 5        | 6      | Mona McSharry          | Irlanda       | 1'05"55 | Q,               |
| 3    | 6        | 3      | Tatjana Schoenmaker    | Sudafrica     | 1'05"56 | Q                |
| 4    | 6        | 4      | Lilly King             | Stati Uniti   | 1'05"93 | Q                |
| 5    | 4        | 7      | Satomi Suzuki          | Giappone      | 1'06"20 | Q                |
| 6    | 4        | 3      | Lisa Angiolini         | Italia        | 1'06"28 | Q                |
| 7    | 5        | 1      | Dominika Sztandera     | Polonia       | 1'06"42 | Q,               |
| 8    | 4        | 5      | Tes Schouten           | Paesi Bassi   | 1'06"46 | Q                |
| 9    | 6        | 2      | Eneli Jefimova         | Estonia       | 1'06"54 | Q                |
| 10   | 4        | 4      | Reona Aoki             | Giappone      | 1'06"61 | Q                |
| 11   | 5        | 2      | Martina Carraro        | Italia        | 1'06"63 | Q                |
| 12   | 4        | 6      | Sophie Hansson         | Svezia        | 1'06"69 | Q                |
| 12   | 6        | 8      | Macarena Ceballos      | Argentina     | 1'06"69 | Q,               |
| 14   | 5        | 4      | Lydia Jacoby           | Stati Uniti   | 1'06"71 | Q                |
| 15   | 6        | 1      | Abbey Harkin           | Australia     | 1'06"86 | Q                |
| 16   | 4        | 8      | Lisa Mamié             | Svizzera      | 1'06"87 | Q                |
| 17   | 4        | 2      | Kotryna Teterevkova    | Lituania      | 1'06"96 |                  |
| 18   | 6        | 5      | Lara van Niekerk       | Sudafrica     | 1'07"03 |                  |
| 19   | 5        | 5      | Anna Elendt            | Germania      | 1'07"09 |                  |
| 20   | 5        | 3      | Tang Qianting          | Cina          | 1'07"15 |                  |
| 21   | 5        | 8      | Yang Chang             | Cina          | 1'07"28 |                  |
| 22   | 6        | 0      | Sophie Angus           | Canada        | 1'07"34 |                  |
| 23   | 5        | 7      | Kara Hanlon            | Gran Bretagna | 1'07"52 |                  |
| 24   | 4        | 9      | Ida Hulkko             | Finlandia     | 1'07"58 |                  |
| 25   | 5        | 9      | Letitia Sim            | Singapore     | 1'07"65 |                  |
| 26   | 5        | 0      | Thea Blomsterberg      | Danimarca     | 1'08"08 |                  |
| 27   | 4        | 0      | Florine Gaspard        | Belgio        | 1'08"34 |                  |
| 28   | 6        | 9      | Jessica Vall           | Spagna        | 1'08"64 |                  |
| 29   | 6        | 7      | Anastasia Gorbenko     | Israele       | 1'08"66 |                  |
| 30   | 3        | 7      | Ana Blažević           | Croazia       | 1'08"70 |                  |
| 31   | 4        | 1      | Jhennifer Conceição    | Brasile       | 1'08"79 |                  |
| 32   | 3        | 1      | Stefanía Gómez         | Colombia      | 1'09"11 |                  |
| 32   | 3        | 3      | Melissa Rodríguez      | Messico       | 1'09"16 |                  |
| 34   | 3        | 2      | Andrea Podmaníková     | Slovacchia    | 1'09"39 |                  |
| 35   | 3        | 6      | Tara Vovk              | Slovenia      | 1'09"68 |                  |
| 36   | 3        | 5      | Lin Pei-wun            | Taipei cinese | 1'09"72 |                  |
| 37   | 3        | 4      | Ana Rodrigues          | Portogallo    | 1'09"97 |                  |
| 38   | 2        | 4      | Mercedes Toledo        | Venezuela     | 1'10"37 |                  |
| 39   | 2        | 3      | Emily Santos           | Panama        | 1'10"57 |                  |
| 40   | 3        | 8      | Maria Drasidou         | Grecia        | 1'10"67 |                  |
| 41   | 1        | 1      | Chen Pui Lam           | Macao         | 1'11"11 |                  |
| 42   | 3        | 0      | Adelaida Pchelintseva  | Kazakistan    | 1'11"41 |                  |
| 43   | 2        | 7      | Lynn El Hajj           | Libano        | 1'11"57 |                  |
| 44   | 2        | 5      | Phiangkhwan Pawapotako | Thailandia    | 1'11"78 |                  |
| 45   | 2        | 6      | Thanya Dela Cruz       | SMF           | 1'11"79 |                  |
| 46   | 3        | 9      | Lam Hoi Kiu            | Hong Kong     | 1'12"62 |                  |
| 46   | 2        | 1      | Imane El Barodi        | Marocco       | 1'13"83 |                  |
| 48   | 2        | 2      | Nàdia Tudó Cubells     | Andorra       | 1'13"89 |                  |
| 49   | 2        | 0      | Valerie Tarazi         | Palestina     | 1'13"95 |                  |
| 50   | 2        | 9      | Jayla Pina             | Capo Verde    | 1'14"09 | Record nazionale |
| 51   | 1        | 6      | Aminata Barrow         | Gambia        | 1'14"32 | Record nazionale |
| 52   | 2        | 8      | Ramudi Samarakoon      | Sri Lanka     | 1'15"36 |                  |
| 53   | 1        | 4      | Kelera Mudunasoko      | Figi          | 1'15"77 |                  |
| 54   | 1        | 2      | Tara Aloul             | Giordania     | 1'16"45 |                  |
| 55   | 1        | 5      | Lara Dashti            | Kuwait        | 1'19"29 |                  |
| 56   | 1        | 7      | Taeyanna Adams         | Micronesia    | 1'25"99 |                  |
| 57   | 1        | 3      | Mariama Touré          | Guinea        | 1'35"41 | Record nazionale |

### Semifinali
| Pos. | Semifinale | Corsia | Atleta              | Nazionalità | Tempo   | Note |
| ---- | ---------- | ------ | ------------------- | ----------- | ------- | ---- |
| 1    | 2          | 4      | Rūta Meilutytė      | Lituania    | 1'05"09 | Q    |
| 2    | 1          | 5      | Lilly King          | Stati Uniti | 1'05"54 | Q    |
| 3    | 2          | 5      | Tatjana Schoenmaker | Sudafrica   | 1'05"53 | Q    |
| 4    | 1          | 4      | Mona McSharry       | Irlanda     | 1'05"96 | Q    |
| 5    | 2          | 2      | Eneli Jefimova      | Estonia     | 1'06"18 | Q,   |
| 6    | 1          | 7      | Sophie Hansson      | Svezia      | 1'06"19 | Q    |
| 7    | 1          | 1      | Lydia Jacoby        | Stati Uniti | 1'06"29 | Q    |
| 8    | 2          | 3      | Satomi Suzuki       | Giappone    | 1'06"31 | Q    |
| 9    | 1          | 2      | Reona Aoki          | Giappone    | 1'06"32 |      |
| 10   | 1          | 6      | Tes Schouten        | Paesi Bassi | 1'06"53 |      |
| 11   | 2          | 7      | Martina Carraro     | Italia      | 1'06"56 |      |
| 12   | 2          | 1      | Macarena Ceballos   | Argentina   | 1'06"75 |      |
| 13   | 1          | 8      | Lisa Mamié          | Svizzera    | 1'06"97 |      |
| 14   | 1          | 3      | Lisa Angiolini      | Italia      | 1'07"03 |      |
| 15   | 2          | 8      | Abbey Harkin        | Australia   | 1'07"11 |      |
| 16   | 2          | 6      | Dominika Sztandera  | Polonia     | 1'07"13 |      |

### Finale
| Pos.    | Corsia | Atleta              | Nazionalità | Tempo   | Note |
| ------- | ------ | ------------------- | ----------- | ------- | ---- |
| Oro     | 4      | Rūta Meilutytė      | Lituania    | 1'04"62 |      |
| Argento | 3      | Tatjana Schoenmaker | Sudafrica   | 1'05"84 |      |
| Bronzo  | 1      | Lydia Jacoby        | Stati Uniti | 1'05"94 |      |
| 4       | 5      | Lilly King          | Stati Uniti | 1'06"02 |      |
| 5       | 6      | Mona McSharry       | Irlanda     | 1'06"07 |      |
| 6       | 2      | Eneli Jefimova      | Estonia     | 1'06"36 |      |
| 7       | 7      | Sophie Hansson      | Svezia      | 1'06"61 |      |
| 8       | 8      | Satomi Suzuki       | Giappone    | 1'06"67 |      |